# Pyrinia punctilinea
Pyrinia punctilinea es una especie de polilla de la familia Geometridae. La especie fue descrita por primera vez por William Schaus habiendo sido descrita en 1913, con distribución en Costa Rica. El sintipo de la especie fue descrita en Juan Viñas. 